# Кароліне Мас
Кароліне Мас (нар. 9 листопада 1982) — колишня бельгійська тенісистка.
Найвищу одиночну позицію світового рейтингу — 151 місце досягла 28 травня 2007, парну — 135 місце — 11 лютого 2008 року.
Здобула 8 одиночних та 9 парних титулів.
Завершила кар'єру 2009 року.

## Фінали ITF
| турніри $100,000 |
| турніри $75,000  |
| турніри $50,000  |
| турніри $25,000  |
| турніри $10,000  |

### Одиночний розряд: 11 (8–3)
| Результат | Ранг | Дата              | Турнір                       | Покриття  | Суперниця          | Рахунок            |
| --------- | ---- | ----------------- | ---------------------------- | --------- | ------------------ | ------------------ |
| Перемога  | 1.   | 13 серпня 2000    | ITF Ребек, Бельгія           | Ґрунт     | Клодін Шоль        | 1–6, 7–6, 6–3      |
| Перемога  | 2.   | 12 листопада 2000 | ITF Вільнав-д'Орнон, Франція | Ґрунт (I) | Клодін Шоль        | 4–0, 4–1, 4–5, 4–1 |
| Перемога  | 3.   | 11 листопада 2001 | ITF Вільнав-д'Орнон, Франція | Ґрунт (I) | Стефані Ріцці      | 6–2, 4–6, 6–2      |
| Перемога  | 4.   | 2 грудня 2001     | ITF Майорка, Іспанія         | Ґрунт     | Адріана Басарич    | 2–6, 6–1, 7–5      |
| Перемога  | 5.   | 21 серпня 2005    | ITF Коксейде, Бельгія        | Ґрунт     | Надеж Вергос       | 2–6, 6–1, 7–5      |
| Поразка   | 1.   | 30 квітня 2006    | ITF Цавтат, Хорватія         | Ґрунт     | Ірина Бурячок      | 6–3, 4–6, 1–6      |
| Перемога  | 6.   | 7 травня 2006     | ITF Дубровник, Хорватія      | Ґрунт     | Каролина Йованович | 6–1, 6–1           |
| Перемога  | 7.   | 13 серпня 2006    | ITF Ребек, Бельгія           | Ґрунт     | Сільвія Монтеро    | 6–1, 6–2           |
| Поразка   | 2.   | 2 жовтня 2006     | ITF Нант, Франція            | Тверде    | Ірина Бремон       | 6–1, 5–7, 1–6      |
| Перемога  | 8.   | 13 травня 2007    | ITF Рим, Італія              | Ґрунт     | Марта Марреро      | 6–4, 7–6           |
| Поразка   | 3.   | 20 березня 2008   | ITF Тессендерло, Бельгія     | Ґрунт (i) | Кірстен Фліпкенс   | 5–7, 1–6           |

### Парний розряд: 19 (9–10)
| Результат | Ранг | Дата              | Турнір                                  | Покриття   | Партнерка             | Суперниці                                | Рахунок            |
| --------- | ---- | ----------------- | --------------------------------------- | ---------- | --------------------- | ---------------------------------------- | ------------------ |
| Перемога  | 1.   | 10 липня 2000     | Брюссельський столичний регіон, Бельгія | Ґрунт      | Катерина Кожокіна     | Каорі Аояма Їдзіма Куміко                | 6–1, 6–4           |
| Поразка   | 1.   | 21 серпня 2000    | Вестенде, Бельгія                       | Ґрунт      | Елке Клейстерс        | Наташа Ґалауза Анаук Стерн               | 1–6, 0–6           |
| Перемога  | 2.   | 6 листопада 2000  | Вільнав-д'Орнон, Франція                | Ґрунт      | Шеллі Стефенс         | Діана Брунель Едіт Нюн-Берсо             | 4–1, 1–4, 4–2, 4–0 |
| Поразка   | 2.   | 11 листопада 2001 | Вільнав-д'Орнон, Франція                | Ґрунт (I)  | Леслі Буткевіч        | Даніела Олівера Наташа Рандріантефі      | 4–6, 2–6           |
| Перемога  | 3.   | 24 березня 2002   | Шоле, Франція                           | Ґрунт      | Габріела Навратілова  | Леслі Буткевіч Патті ван Аккер           | 4–1 ret.           |
| Поразка   | 3.   | 12 жовтня 2003    | Жуе-ле-Тур, Франція                     | Тверде (i) | Леслі Буткевіч        | Ліга Декмеєре Б'янка Ламаде              | 1–6, 2–6           |
| Перемога  | 4.   | 9 листопада 2003  | Вільнав-д'Орнон, Франція                | Ґрунт      | Орелі Веді            | Ірина Бремон Євгенія Савранська          | 6–3, 7–6(6)        |
| Поразка   | 4.   | 2 березня 2004    | Бухен, Німеччина                        | Тверде (i) | Елке Клейстерс        | Луціє Градецька Ева Грдінова             | 1–6, 4–6           |
| Перемога  | 5.   | 21 березня 2004   | Ам'єн, Франція                          | Ґрунт      | Віржині Піше          | Флоранс Аренг Наташа Рандріантефі        | 3–6, 6–2, 7–5      |
| Поразка   | 5.   | 12 липня 2005     | Брюссельський столичний регіон, Бельгія | Ґрунт      | Леслі Буткевіч        | Івета Герлова Кармен Клашка              | 5–7, 2–6           |
| Перемога  | 6.   | 24 липня 2005     | Звевегем, Бельгія                       | Ґрунт      | Леслі Буткевіч        | Петра Цетковська Габріела Веласко Андреу | 6–3, 6–2           |
| Поразка   | 6.   | 30 квітня 2006    | Цавтат, Хорватія                        | Ґрунт      | Крістіна Горіатопулос | Тина Обрез Аня Прислан                   | w/o                |
| Перемога  | 7.   | 22 липня 2006     | Звевегем, Бельгія                       | Ґрунт      | Леслі Буткевіч        | Ольга Брозда Наталія Колат               | 6–2, 6–2           |
| Поразка   | 7.   | 29 липня 2006     | Ле-Контамін-Монжуа, Франція             | Тверде     | Крістіна Горіатопулос | Катаріна Феррейра Лаура Зігемунд         | 4–6, 6–2, 5–7      |
| Поразка   | 8.   | 26 серпня 2006    | Алфен-ан-ден-Рейн, Нідерланди           | Ґрунт      | Леслі Буткевіч        | Андрея Клепач Даниця Крстаїч             | 2–6, 6–7           |
| Поразка   | 9.   | 7 травня 2007     | Рим, Італія                             | Ґрунт      | Марет Ані             | Марта Домаховська Емма Лайне             | 1–0 ret.           |
| Перемога  | 8.   | 24 вересня 2007   | Ноттінгем, Велика Британія              | Тверде     | Емма Лайне            | Анна Фіцпатрік Ана Веселинович           | 3–6, 7–6(4)        |
| Поразка   | 10.  | 7 жовтня 2007     | Нант, Франція                           | Тверде     | Мелані Саут           | Софія Арвідссон Юганна Ларссон           | 6–4, 5–7, [7–10]   |
| Перемога  | 9.   | 2 грудня 2007     | Сінтра, Португалія                      | Ґрунт      | Теодора Мирчич        | Неуза Сілва Роксане Вайзенберг           | 6–4, 6–1           |